# Aristolochia nana
Aristolochia nana är en piprankeväxtart som beskrevs av S. Wats.. Aristolochia nana ingår i släktet piprankor, och familjen piprankeväxter. Inga underarter finns listade i Catalogue of Life.